# Kepler-13
Désignations
Kepler-13, également désignée KOI-13 ou BD+46°2629, est un système stellaire triple de la constellation boréale de la Lyre. Il est distant de 1 710 ± 90 a.l. (∼ 524 pc) de la Terre.
Il comprend une première étoile, désignée Kepler-13 A, autour de laquelle orbite une exoplanète, le Jupiter chaud Kepler-13 Ab qui a été découvert grâce au télescope spatial Kepler en 2011. Kepler-13 B, quant à elle, est un compagnon partageant un mouvement propre commun avec Kepler-13 A ; il s'avère être en réalité  une étoile binaire.

## Système stellaire
La nature double de Kepler-13 a été découverte en 1904 par Robert Grant Aitken à l'observatoire Lick à l'aide du télescope James Lick (en) de 36 pouces (91,44 cm). Il mesura une séparation entre les composantes A et B d'approximativement une seconde d'arc et à un angle de position de 281,3°. La position relative des deux composantes visuelles du système l'une par rapport à l'autre est demeurée constante depuis lors. Des mesures de vitesse radiale effectuées par le spectrographe SOPHIE à l'observatoire de Haute-Provence ont révélé en 2012 la présence d'un compagnon supplémentaire orbitant Kepler-13 B. Désigné Kepler-13 C, il a une masse comprise entre 0,4 et une fois celle du Soleil et il boucle une orbite avec une période d'un peu moins de 66 jours et une excentricité de 0,52. Le système est âgé d'environ 500 millions d'années.
Le spectre du système correspond à une étoile blanche de type spectral A0.

## Système planétaire
Kepler-13 a été identifiée comme l'une des 1 235 étoiles candidates montrant des signatures ressemblant à des transits dans les quatre premiers mois des données récoltées par Kepler. Cette planète, désignée formellement Kepler-13 Ab (ou plus simplement, Kepler-13 b), a été confirmée par l'effet Doppler relativiste mesuré sur la courbe de lumière obtenue par Kepler. Kepler-13 Ab possède une masse de 9,28 MJ et un rayon de 2,22 RJ ; il s'agit de l'une des exoplanètes les plus grandes connues.
| Planète      | Masse          | Demi-grand axe (ua) | Période orbitale (jours) | Excentricité                | Inclinaison          | Rayon            |
| ------------ | -------------- | ------------------- | ------------------------ | --------------------------- | -------------------- | ---------------- |
| Kepler-13 Ab | 9,28 ± 0,16 MJ | 0,036 41 ± 0,000 87 | 1,763 588 ± 0,000 001    | 0,000 64+0,000 12 −0,000 16 | 86,770+0,048 −0,052° | 2,216 ± 0,087 RJ |